# Tochile-Răducani
Tochile-Răducani è una località della Moldavia situata nel distretto di Leova di 1.474 abitanti al censimento del 2004